# Idrott
Idrott är en form av kroppslig aktivitet, ofta med inriktning mot tävling eller kroppslig träning. Några exempel på idrotter är handboll, bandy, fotboll och skidsport. Idrott innefattar även fysiska aktiviteter som saknar tävlingsmoment, inklusive motionsidrotter som joggning, stavgång och aerobics.
Det snarlika begreppet sport kan också innehålla tävlingsmomentet, men gör det ofta inte alls, som t ex att segla, köra motorcykel, fiska... Sportande har ofta en relation till redskap; för många betyder ofta orden nästan samma sak. Andra relaterade ord är lek, spel och tävlan.

## Definitioner

### Lek, spel och idrott
Idrott är en produkt av lek och spel. Lek anses gärna vara en frivillig verksamhet utan fasta regler och utan någon historia. När en lek blir mer formaliserad, det vill säga får ett regelverk och en historia kan man börja prata om ett spel. Vi skiljer mellan tre olika sorters spel. Färdighetsspel är en form av spel där deltagarnas färdigheter är avgörande för resultatet. Chansspel är spel där tillfälligheter och slumpen bestämmer utgången. Samarbetsspel är spel där deltagarna måste samarbeta inbördes för att nå på förhand formulerade mål.
Idrott är en kombination av alla dessa tre spelformer. De olika spelformernas vikt varierar från idrott till idrott och, inte minst, från situation till situation. Graden av samarbete är större i en lagidrott än i en individuell idrott och det är primärt utövarens färdighet som ska mätas. Dock kan yttre omständigheter göra att slumpen spelar en avgörande roll. Snabba väderomslag i skididrott är ett exempel på detta.

### Definitioner inom idrottsrörelsen
Idrott definieras ibland inom idrottsrörelsen som kroppsövningar med fysisk aktivitet för att få motion och rekreation; ibland med tävlan enligt vissa regler. Gymnastik- och Idrottshögskolan definierar idrott som "all fysisk aktivitet genomförd med målet att främja fysisk och psykisk hälsa, rekreation, tävlingsprestation och estetisk upplevelse". En inom idrottsrörelsen fastlagd definition är "fysisk aktivitet som människor utför för att få motion och rekreation eller uppnå tävlingsresultat".
Riksidrottsförbundet, som samlar den svenska idrottsrörelsen, definierar det hela som "Idrott är fysisk aktivitet som vi utför för att kunna ha roligt, må bra och prestera mera."

### Etymologi
Ordet idrott (har fornnordiskt ursprung där «id» betyder verksamhet eller aktivitet, och «drott» betyder kraft, styrka eller uthållighet)[källa behövs] betydde ursprungligen alla former av högt ansedda sysselsättningar och färdigheter, inklusive musik, diktning, kunskap om runskrift, och andlig verksamhet ("vittra idrotter").  Först i mitten av 1600-talet kom idrott att betyda enbart kroppsliga övningar och färdigheter.

## Idrott och sport

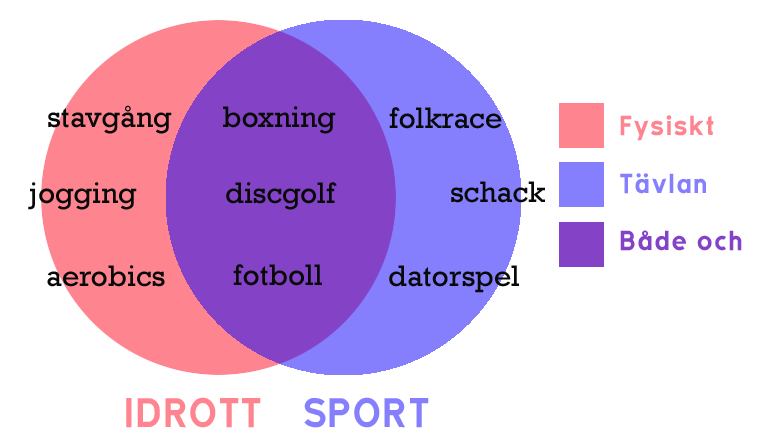
Skillnaden mellan idrott och sport, med några exempel.

Sport (ett engelskt begrepp hämtat från gammalfranskans desport, som betyder ungefär avkoppling eller nöje) hänvisar till lek och fysisk aktivitet.  Sport är ett mer omfattande begrepp än idrott. Den huvudsakliga skillnaden ligger i att idrott lägger störst vikt på utövaren själv, den egna insatsen och kroppskontroll som i till exempel friidrott, skididrott, skridskoidrott, boxning, tennis, handboll och fotboll samt även motionsidrotter. I sport är däremot egenunderhållningen det viktiga. Man sysslar med sport för att ha kul. I förekommande fall finns även ett tävlingsmoment mot andra utövare, kanske oftare inom sport än då det gäller idrott. Man använder inom sporterna gärna även hjälpmedel av olika slag, till exempel redskap, framkomstmedel eller djur, som en grundläggande förutsättning. Några exempel är segelsport, motorsport och hästsport. Till och med icke-fysiska aktiviteter som schack, bridge och andra spel ses som en sport.
På svenska används i dagligt tal ibland begreppet sport som nästan synonymt med idrott. Skillnaden mellan orden blir, under inflytande av den internationella användningen av sport och motsvarande ord, hela tiden mindre och begreppen används ofta om varandra.  Båda orden används numera ofta om fysisk aktivitet i form av tävlingar med fastsatta regler.